# Bacchiglione (département)
Pour le fleuve, voir Bacchiglione.
Le Bacchiglione était un ancien département du royaume d'Italie de 1806 à 1814. Il a été nommé d'après le fleuve Bacchiglione, et avait pour chef-lieu Vicence.

## Histoire
Le département de Bacchiglione fut créé à la suite de l'annexion par le royaume d'Italie le 1er mai 1806 de Venise et de ses dépendances (Istrie et Dalmatie).
Il connaît quelques modifications de limites le 22 décembre 1807, en juillet 1810 et le 28 septembre 1810, y gagnant notamment les régions de Lonigo, Castelfranco et de Bassano, détachées des départements de l'Adige, du Piave et du Tagliamento.